# Victor Miguel de Freitas Gomes
Victor Miguel de Freitas Gomes (Sudáfrica - 15 de diciembre de 1982) es un árbitro de fútbol sudafricano de origen portugués internacional desde 2011 y arbitra en la Liga Premier de Sudáfrica.

## Torneos de selecciones
Ha arbitrado en los siguientes torneos de selecciones nacionales:
- Clasificación de CAF para la Copa Mundial de Fútbol de 2014
- Campeonato Africano de Naciones de 2014 en Sudáfrica
- Copa Africana de Naciones 2015 en Guinea Ecuatorial
- Copa Africana de Naciones Sub-20 2017 en Zambia
- Copa COSAFA
- Clasificación de CAF para la Copa Mundial de Fútbol de 2018
- Campeonato Africano de Naciones de 2018 en Marruecos
- Copa Africana de Naciones 2019 en Egipto
- Copa Mundial de Fútbol Sub-17 de 2019 en Brasil[2][3]
- Copa Mundial de Fútbol de 2022 en Catar

## Torneos de clubes
Ha arbitrado en los siguientes torneos de internacionales de clubes durante varios años:
- Liga de Campeones de la CAF
- Copa Confederación de la CAF